# Diogo Botelho
Diogo Botelho (Aldeia Galega do Ribatejo, Montijo - São Salvador da Bahia, séculos XVI e XVII), foi o oitavo governador geral do Brasil.

## Biografia
Diogo Botelho, membro da primeira nobreza portuguesa, chegou a Salvador em 12 de maio de 1602, enviado pelo rei espanhol, Felipe III, para assumir o cargo de governador geral do Brasil. Segundo frei Vicente do Salvador , essa nomeação só se tornou possível depois do casamento de Diogo Botelho com uma irmã de Pedro Álvares Pereira, secretário da Corte dos Habsburgos, Maria Pereira, filha de Nuno Álvares Pereira de Morais e de Isabel de Mariz.
Com a morte de D. Sebastião, na batalha de Alcácer Quibir (1578), a coroa portuguesa foi reclamada por Felipe II da Espanha que, sem conseguir ter suas pretensões atendidas pacificamente, invadiu e dominou Portugal, dando início à chamada "União Ibérica", que duraria 60 anos. No calor da disputa sucessória, um dos rivais  do rei espanhol foi D. Antônio, prior do Crato e primo de D. Sebastião. Filho de cristã-nova, D. Antônio conseguiu reunir um pequeno séquito, no qual Diogo Botelho e o Conde de Vimioso eram os seus principais apoiantes.
Diogo Botelho manteve-se ao lado de D. Antônio até a sua morte, em 1595. Posteriormente, graças ao casamento arranjado e à reconciliação com os Habsburgos, obteve a nomeação para o governo geral do Brasil.
A sua passagem pelo cargo foi marcada pela campanha contra os temidos aimorés e pelo apoio aos jesuítas.